# マヌエル・ズリアーニ
マヌエル・ズリアーニ（Manuel Zuliani、2000年4月26日 - ）は、ユナイテッド・ラグビー・チャンピオンシップ、ベネットン・ラグビーに所属するラグビーユニオン選手。

## プロフィール
- イタリア、カステルフランコ・ヴェーネト出身[1]。
- ポジションはフランカー(FL)。
- 身長 186cm、体重 109kg
- U20イタリア代表に選ばれたことがある[2]。
- イタリア代表キャップは17（2024年2月現在）でラグビーワールドカップ2023のイタリア代表に選ばれた[3]。

## 略歴
カルヴィザーノ、モリアーノを経て、2020年、ベネットンに加入。 